# رامي يسلم
رامي يسلم الجابري (مواليد 11 يونيو 1981) هو لاعب كرة قدم إماراتي يلعب مع نادي دبي كلاعب وسط. مثّل منتخب الإمارات العربية المتحدة لكرة القدم.

## روابط خارجية
- رامي يسلم على موقع قاعدة بيانات كرة القدم.إي يو (الإنجليزية)
- رامي يسلم على موقع ناشيونال فوتبول تيمز (الإنجليزية)
- رامي يسلم على موقع كووورة